# Phyllophaga onchophora
Phyllophaga onchophora är en skalbaggsart som beskrevs av Chapin 1932. Phyllophaga onchophora ingår i släktet Phyllophaga och familjen Melolonthidae. Inga underarter finns listade i Catalogue of Life.